# Silverstone
Silverstone es un pueblo y una parroquia civil del distrito de South Northamptonshire, en el condado de Northamptonshire (Inglaterra) Reino Unido de Gran Bretaña e Irlanda del Norte. En este pueblo se encuentra el famoso Circuito de Silverstone

## Demografía
Según el censo de 2001, Silverstone tenía 1989 habitantes (1012 varones y 977 mujeres). 435 (21,87%) de ellos eran menores de 16 años, 1434 (72,1%) tenían entre 16 y 74, y 120 (6,03%) eran mayores de 74. La media de edad era de 37,83 años. De los 3935 habitantes de 16 o más años, 344 (22,14%) estaban solteros, 996 (64,09%) casados, y 214 (13,77%) divorciados o viudos. 1062 habitantes eran económicamente activos, 1024 de ellos (96,42%) empleados y otros 38 (3,58%) desempleados. Había 12 hogares sin ocupar y 771 con residentes.
| 586                         | 696 | 837 | 947 | 985 | 1134 | - | - | 1153 | 1125 | 957 | 981 | 862 | 803 | - | 1052 | 1067 |
| (Fuente: Vision of Britain) |     |     |     |     |      |   |   |      |      |     |     |     |     |   |      |      |